# Jan Šimek (fotbalista)
Jan Šimek (1917 Německo – 1985 Kolin byl československý fotbalista, útočník. Ve 40. letech 20. století hrál za SK Olomouc ASO a SK Židenice. Dlouho se nevědělo nic o jeho osudu po roce 1948. Nicmene jeho kariera pokracovala dal v prazskych Bohemians a pote ukoncil karieru v AFK Kolin. Pote pracoval jako zubar tamtez.Kronikář Zbrojovky Brno Jiří Novotný a archivář Eugen Scheinherr nakonec zjistili, že jako německý rodák odešel zpět do Německa.

## Fotbalová kariéra
Hrál za SK Ervěnice, AFK Kolín, SK Olomouc ASO a SK Židenice (dnes Zbrojovka Brno). V lize nastoupil v 72 utkáních a dal 75 gólů.
S ASO Olomouc vyhrál český pohár 1939-40.
Jeho 26 gólů v 1. lize v sezóně 1945-1946 je klubový rekord Zbrojovky Brno.

### Ligová bilance
První ligové utkání: 31. 8. 1941 SK Prostějov-ASO Olomouc 1:0
První ligová branka: 7. 9. 1941 SK Židenice-ASO Olomouc 3:4
Poslední ligová branka: 8. 12. 1946 Bohemians Praha-SK Židenice 3:4
Poslední ligové utkání: 8. 12. 1946 Bohemians Praha-SK Židenice 3:4

### Zápasy v řadě se vstřelenou brankou
- 11 zápasů, 17 branek za SK Židenice v období od 1. dubna 1944 (15. kolo) do 18. června 1944 (25. kolo)
- 7 zápasů, 15 branek za SK Židenice v období od 14. dubna 1946 (12. kolo) do 31. května 1946 (18. kolo)

| Ročník               | Zápasy | Góly | Klub        |
| -------------------- | ------ | ---- | ----------- |
| Národní liga 1941/42 | 21     | 18   | ASO Olomouc |
| Národní liga 1942/43 | 10     | 5    | ASO Olomouc |
| Národní liga 1943/44 | 13     | 17   | SK Židenice |
| Státní liga 1945/46  | 18     | 26   | SK Židenice |
| Státní liga 1946/47  | 10     | 9    | SK Židenice |
| CELKEM               | 72     | 75   |             |